# Арну, Шарль
Шарль Андре Реми Арну (11 августа 1754, Без (Бургундия) — 30 июля 1796, там же) — французский политик времён Великой Французской революции, юрист, историограф.

## Биография
Получил юридическое образование и до начала революции работал адвокатом при городском парламенте Дижона и советником при бургундских генеральных штатах. 7 апреля 1789 года был избран депутатом учредительного собрания от Бургундии и голосовал в поддержку революции. Поддерживал отмену десятины и недопустимость поддержки притязаний испанских Бурбонов на французский престол. Вместе с тем выступал против экспорта зерновых и роспуска комиссии по раздаче продовольствия нуждающимся. 
На совещании 21 июня 1790 года выступил с предложением создать в Дижоне вместо тамошнего городского парламента трибунал, поскольку, по его оценке, все члены парламента были больны либо эмигрировали. Вскоре после этого заседания, 30 сентября 1791 года, вышел в отставку и вернулся к своим историографическим исследованиям. Точная дата смерти неизвестна; в частности, согласно «La grande encyclopédie», он умер в 1793 году.
Ему принадлежит идея современного названия департамента Кот д’Ор. Кроме того, он является автором двух крупных историографических сборников: «Collection des décrets des Assemblées Nationale, Constituante et Legislative» (1792, 7 томов) и «Collection des décrets de l’Assemblée Constituante» (Дижон, 1792, формат in-8).